# Saint-Geniès-de-Fontedit
Saint-Geniès-de-Fontedit település Franciaországban, Hérault megyében. Lakosainak száma 1695 fő (2022. január 1.). Saint-Geniès-de-Fontedit Autignac, Magalas, Murviel-lès-Béziers, Pailhès és Puimisson községekkel határos.

## Népesség
A település népessége az elmúlt években az alábbi módon változott:
| Lakosok száma | 1029 | 1022 | 1029 | 1179 | 1479 | 1527 | 1593 | 1669 | 1676 | 1695 |
|               | 1968 | 1982 | 1990 | 2006 | 2013 | 2015 | 2017 | 2019 | 2020 | 2022 |